# Daniel Farrant
Daniel Farrant (1575-1651) est un compositeur, joueur de viole de gambe et luthier anglais. Il invente plusieurs types de cistres, le « poliphant » et le « stump » et aussi les premières viola all'inglese ou violes d'amour en Angleterre.

## Biographie
Daniel Farrant est le fils de Richard Farrant, chanteur de la chapelle royale et plus tard maître des chœurs de la chapelle Saint-Georges du château de Windsor. À partir de 1606, Daniel Farrant est membre du Kings Band où il est mentionné dans les livres de comptes jusqu'en 1625.
En tant que luthier, Farrant développe plusieurs variantes d'instruments à cordes frottées et pincées, qui trouvent plus tard leur utilisation dans le Consort Music anglais, y compris les formes spéciales de viole de gambe (viole d'amour), et de cistre. John Playford décrit Farrant comme le premier luthier à avoir développé une viole d’amour,.